# Electric Frankenstein
Electric Frankenstein ist eine US-amerikanische Musikgruppe, die ursprünglich aus Clifton (New Jersey) stammt. Sie gründete sich Anfang der 1990er-Jahre. Im Allgemeinen gilt ihr Stil als Punkrock, mit spürbaren Einschlägen aus Hardrock und Heavy Metal. Sie selbst bezeichnen ihre Musik als „High Energy Punk Rock ‘n’ Roll“. Dafür spricht die Kombination aus einem schnellen und schnörkellosen Klangbild, wie man ihn bei Punk Rock- und Garage-Punk-Bands, wie The Damned, Ramones oder The New York Dolls hört, sowie Hard-Rock-Anklängen wie bei AC/DC, Kiss oder Aerosmith.

## Mitglieder
Das Gründungsquintett bestand aus: Steve Miller (Gesang), Jim Foster (Ex-Adrenalin O.D.) und Sal Canzonieri (Gitarre), Donato Canzonieri (Bass) und Rob Sefcik (Schlagzeug). Jim Foster hat die Band inzwischen verlassen und am Bass spielt mittlerweile Brew Benfante. Gelegentlich wird Rob Sefcik zudem von Joel Gausten (The Undead, Pigface, Misfits) vertreten.

## Diskografie

### Alben
- 1995: The Time Is Now
- 1996: Electric Frankenstein Conquers The World
- 1997: Sick Songs (Kado/Nesak)
- 1999: Spare Parts
- 1999: Rock and Roll Monster
- 1999: How to Make a Monster
- 2000: Annie's Grave
- 2000: Don't Touch Me, I'm Electric
- 2001: Dawn of Electric Frankenstein
- 2001: The Buzz of 1,000 Volts
- 2003: Listen Up, Baby!
- 2004: We Will Bury You!
- 2004: Dead & Back
- 2005: Burn Bright, Burn Fast!

### EPs
- 1995: The Time Is Now
- 1997: Fractured
- 1998: Monster
- 1998: Listen Up, Baby
- 2000: Sod the Odds!
- 2001: Ace's High
- 2000: Electric Frankenstein Meets Muddy Frankenstein
- 2002: Splitsville 1
- 2003: Electric Frankenstein Meets El Nada
- 2003: Stripped Down, Fueled Up!
- 2004: Super Kool
- 2005: Doktor Frankendragster
- 2005: The Birth of Electric Frankenstein
- 2007: 4 Those About to Rock
- 2022: International Split EP mit Haest, Batwölf und Christmas